# Assedio delle Ruthven Barracks (1745)
L'assedio di Ruthven Barracks da parte dei ribelli giacobiti contro un piccolo gruppo di forze governative ebbe luogo nell'agosto 1745 e fu parte della seconda insurrezione giacobita.

## Antefatto
Il 9 agosto 1745 una forza di 300 ribelli giacobiti marciò sulla Ruthven Barracks tenuta dal governo. La caserma era sotto il comando del Sergente Terrance Molloy che aveva con sé solo 14 soldati privati. I giacobiti arrivarono al cancello della caserma e chiesero che Molly si arrendesse. Molloy al contrario si rifiutò nonostante i giacobiti lo avessero minacciato di impiccare sia lui che i suoi uomini se avesse rifiutato. I giacobiti a quel punto si ritirarono in una posizione più arretrata.

## L'assalto
Al calar della notte circa 150 giacobiti tornarono e attaccarono la caserma. I ribelli riuscirono a dare fuoco al cancello della porta ma i soldati in difesa furono capaci di spegnerlo. L'uomo che ha appiccato l'incendio fu individuato e fu uno delle prime vittime. Verso le tre e mezza del mattino i giacobiti si ritirarono. Il Sergente Molloy dopo l'accaduto accettò di parlare con due dei capi giacobiti, ma al tempo stesso continuò a rifiutare la resa, ma tuttavia acconsentì ai nemici di rimuovere i loro morti e feriti. I giacobiti avevano perso due uomini e molti altri feriti. I soldati del governo avevano perso solo un uomo che era stato ucciso per aver alzato la testa sopra il parapetto.

## Conseguenze
I giacobiti poi lasciarono Ruthven ma non senza prima aver rubato molte provviste ai residenti del villaggio. Il Sergente Molloy fu immediatamente promosso al grado di tenente. Il 10 febbraio 1746, 300 giacobiti tornarono ad attaccare di nuovo la caserma di Ruthven e questa volta ebbero il vantaggio di aver portato con sé l'artiglieria. 